# Gamasomorpha gershomi
Gamasomorpha gershomi är en spindelart som beskrevs av Michael Ilmari Saaristo 2007. Gamasomorpha gershomi ingår i släktet Gamasomorpha och familjen dansspindlar.
Artens utbredningsområde är Israel. Inga underarter finns listade i Catalogue of Life.